# Bauhinia corniculata
Bauhinia corniculata är en ärtväxtart som beskrevs av George Bentham. Bauhinia corniculata ingår i släktet Bauhinia och familjen ärtväxter. Inga underarter finns listade i Catalogue of Life.